# آسية بنت الفرج الجرهمية
آسية بنت الفرج الجرهمية:
من مكة؛ وهي من جرهم كان مسكنها بالحجون؛ حجون مكة صحابية وراوية حديث، عاصرت النبي محمد ﷺ.

## نسبها
آسِيَةُ بِنْتُ فَرَجٍ الْجُرْهُمِيَّةُ نَزَلَتِ الْحَجُونَ مِنْ مَكَّةَ، ذَكَرَهَا فِي حَدِيثِ عَبْدِ اللهِ بْنِ جَرَادٍ الْعُقَيْلِيِّ.

## روايتها للحديث
عَنْ عَبْدِ اللَّهِ بْنِ جَرَادٍ، قَالَ : جَاءَتْ آسِيَةُ بِنْتُ الْفَرَجِ امْرَأَةٌ مِنْ جُرْهُمٍ، وَكَانَ مَسْكَنُهَا الْحَجُونَ، حَجُونُ مَكَّةَ، أَتَتِ النَّبِيَّ صَلَّى اللَّهُ عَلَيْهِ وَسَلَّمَ، فَقَالَتْ : يَا رَسُولَ اللَّهِ، إِنِّي قَدْ أَخْطَأْتُ عَلَى نَفْسِي، وَزَنَيْتُ فَطَهِّرْنِي، فَقَالَ : هَلْ وَلَدْتِ ؟ قَالَتْ : لَا، قَالَ : فَكَمْ بَقِيَ عَلَيْكِ مِنْ وِلَادَتِكِ ؟ فَأَخْبَرَتْهُ بِنَحْوٍ مِنْ شَهْرٍ، فَقَالَ : لَسْتُ بِمُطَهِّرِكِ حَتَّى تَلِدِي

### مفردات
الحجون: بفتح الحاء وخفة الجيم وبالنون جبل بمكة وهو مقبرة. جبل بأعلى مكة، عنده مدافن أهلها؛ وقف عليه النبي عندما هاجر من مكة وقال: وَاللَّهِ إِنِّي أَعْلَمُ أَنَّكِ خَيْرُ أَرْضِ اللَّهِ وَأَحَبُّهَا إِلَى اللَّهِ وَلَوْلَا أَنَّ أَهْلَكِ أَخْرَجُونِي مِنْكِ مَا خَرَجْتُ.